# Mammillaria sphaerica
Mammillaria sphaerica là một loài thực vật có hoa trong họ Cactaceae. Loài này được A. Dietr. mô tả khoa học đầu tiên năm 1853.